# Крив'янська сільська рада
| Крив'янська сільська рада — колишній орган місцевого самоврядування у Таращанському районі Київської області з адміністративним центром у с. Крива, утворена у 1990 році. Сільській раді були підпорядковані населені пункти: - с. Крива |

## Склад ради
Рада складалася з 12 депутатів та голови.

### Керівний склад ради
| ПІБ                             | Основні відомості                                                                       | Дата обрання | Дата звільнення |
| ------------------------------- | --------------------------------------------------------------------------------------- | ------------ | --------------- |
| Мокрицький Олександр Васильович | Сільський голова, 1967 року народження, освіта, безпартійний                            | 26.03.2006   | 31.10.2010      |
| Мокрицький Сергій Олександрович | Сільський голова, 1990 року народження, освіта середня спеціальна, член Партії регіонів | 31.10.2010   | 02.06.2013      |
| Ковтун Валентина Григорівна     | Сільський голова, 1971 року народження, освіта вища, член Партії регіонів               | 02.06.2013   |                 |

Примітка: таблиця складена за даними джерела